# Moustapha Salifou
Moustapha Salifou (født 1. juni 1983 i Lomé, Togo) er en togolesisk midtbanespiller. Han har i sin karriere indtil videre spillet for blandt andet Rot-Weiß Oberhausen, FC Wil, Aston Villa og senest Saarbrücken.

## Landshold
Salifou har (pr. april 2018) spillet 59 kampe og scoret seks mål for Togos landshold. 
Den 8. januar 2010, var Salifou med i den bus, som blev angrebet af angolanske oprørere. Da landsholdet var ved at krydse grænsen mellem Congo og Angola, blev bussen beskudt af maskingeværer. Moustapha Salifou kom ikke til skade, men 3 personer i bussen blev dræbt. Togo trak sig efterfølgende fra African Nations Cup.